# Реппе, Вальтер
Вальтер Юлиус Реппе (англ. Walter Julius Reppe) (29 июля 1892, Айзенах — 26 июля 1969 Гейдельберг) — немецкий химик. Известен своими работами в области химии ацетилена.

## Образование и карьера
Вальтер Реппе начал обучение в институте естественных наук Йенского университета в 1911 году, но образование было прервано Первой мировой войной. Получил докторскую степень в Мюнхене в 1920 году.
В 1921 году Реппе работал в главной лаборатории концерна BASF. С 1923 года он работал над вопросами каталитической дегидратации формамида в синильную кислоту в лаборатории индиго, но 1924 году прервал исследования на 10 лет, восстановив их только в 1934 году.

## Исследования ацетилена
Реппе проявил интерес к ацетилену в 1928 году как к газу, который может принимать участие во многих химических реакциях. Из-за взрывоопасности ацетилена в то время в реакциях использовались небольшие его объёмы при относительно невысоком давлении. На производствах BASF было запрещено использование давление ацетилена более 1,5 бар.
Для безопасной работы с ацетиленом при высоком давлении Реппе разработал специальные пробирки, так называемые «очки Реппе» — из нержавеющей стали. Результатом работы Реппе стало открытие группы взаимосвязанных реакций, известных в химии как «химия Реппе».

## Реакции Реппе
Реакции с высоким давлением, катализированные тяжелыми металлами, объединёнными с ацетилемоном (ацетилениды), делятся на 4 группы и часто называются реакциями Реппе:
- Винилизация:

- Алкинизация альдегидов:

- Реакции с монооксидом углерода:

Этот простой синтез использовался для получения производных акриловой кислоты и производства органического стекла.
- Циклическая полимеризация или цикло-олигомеризация ацетилена в циклооктатетраене, которая является наиболее важной реакцией в использовании темплатного эффекта. В реакции используется никель (II), как реакционный центр, на котором молекулы ацетилена занимают четыре смежные позиции, реагируя между собой с получением продукта.[4]

Если завершающий лиганд, такой как трифенилфосфин, присутствует в достаточном количестве, чтобы занять координационный центр синтеза, место остаётся свободным лишь для трёх молекул ацетилена, и образуется бензол.
Предложенные методики позволили синтезировать необычным путем бензол и особенно циклооктатетраен, которые было трудно получать другими способами.
Продукты из этих четырёх типов реакций оказались универсальными промежуточными продуктами в синтезе лаков, клеев, вспененного полиэтилена, текстильных волокон, а также фармацевтических препаратов.

## После войны
После Второй мировой войны, с 1949 года, до его выхода на пенсию в 1957 году, Реппе возглавлял исследования в BASF. С 1952 по 1966 год он также был в наблюдательном совете компании. Он был также профессором в Университете Майнца (с 1951) в Дармштадтском техническом университете (в 1951 и 1952 годах). Вместе с Отто Байером и Карлом Циглером он был награждён Кольцом Вернера фон Сименса в 1960 году за расширение научных знаний и развитие в области новых синтетических высокомолекулярных материалов.

## Наследие
Большинство промышленных процессов, которые были разработаны Реппе и его сотрудниками, были заменены потому, что химическая промышленность перешла с угля как сырья на нефть, где алкены от термического крекинга легко доступны, что, однако, не касается ацетилена.
Вместе со своими современниками, такими как Отто Релен, Карл Циглер, Ганс Тропш, и Франц Фишер, Реппе был пионером в использовании металлических катализаторов в условиях крупномасштабного синтеза органических соединений. Экономические выгоды, связанные с этим исследованием, предопределили расцвет металлоорганической химии и её тесную связь с промышленностью.